# Feodosia
Feodosia (tiếng Ukraina: Феодосія) là một thành phố của Ukraina, nay đã nhập vào Nga. Thành phố này thuộc tỉnh Krym. Thành phố có diện tích ? km2, dân số theo điều tra dân số năm 2001 là 74669 người.

## Khí hậu
| Dữ liệu khí hậu của Feodosia            | Dữ liệu khí hậu của Feodosia | Dữ liệu khí hậu của Feodosia | Dữ liệu khí hậu của Feodosia | Dữ liệu khí hậu của Feodosia | Dữ liệu khí hậu của Feodosia | Dữ liệu khí hậu của Feodosia | Dữ liệu khí hậu của Feodosia | Dữ liệu khí hậu của Feodosia | Dữ liệu khí hậu của Feodosia | Dữ liệu khí hậu của Feodosia | Dữ liệu khí hậu của Feodosia | Dữ liệu khí hậu của Feodosia | Dữ liệu khí hậu của Feodosia |
| Tháng                                   | 1                            | 2                            | 3                            | 4                            | 5                            | 6                            | 7                            | 8                            | 9                            | 10                           | 11                           | 12                           | Năm                          |
| --------------------------------------- | ---------------------------- | ---------------------------- | ---------------------------- | ---------------------------- | ---------------------------- | ---------------------------- | ---------------------------- | ---------------------------- | ---------------------------- | ---------------------------- | ---------------------------- | ---------------------------- | ---------------------------- |
| Cao kỉ lục °C (°F)                      | 19.1 (66.4)                  | 18.6 (65.5)                  | 27.1 (80.8)                  | 27.5 (81.5)                  | 31.9 (89.4)                  | 35.4 (95.7)                  | 37.9 (100.2)                 | 38.1 (100.6)                 | 33.3 (91.9)                  | 29.0 (84.2)                  | 26.9 (80.4)                  | 21.8 (71.2)                  | 38.1 (100.6)                 |
| Trung bình ngày tối đa °C (°F)          | 4.7 (40.5)                   | 5.1 (41.2)                   | 8.5 (47.3)                   | 14.6 (58.3)                  | 20.6 (69.1)                  | 25.7 (78.3)                  | 29.1 (84.4)                  | 28.7 (83.7)                  | 23.2 (73.8)                  | 17.0 (62.6)                  | 10.8 (51.4)                  | 6.5 (43.7)                   | 16.2 (61.2)                  |
| Trung bình ngày °C (°F)                 | 1.8 (35.2)                   | 1.7 (35.1)                   | 4.9 (40.8)                   | 10.6 (51.1)                  | 16.2 (61.2)                  | 21.1 (70.0)                  | 24.2 (75.6)                  | 23.8 (74.8)                  | 18.7 (65.7)                  | 13.1 (55.6)                  | 7.5 (45.5)                   | 3.7 (38.7)                   | 12.3 (54.1)                  |
| Tối thiểu trung bình ngày °C (°F)       | −0.8 (30.6)                  | −1.1 (30.0)                  | 2.0 (35.6)                   | 7.2 (45.0)                   | 12.3 (54.1)                  | 16.8 (62.2)                  | 19.8 (67.6)                  | 19.5 (67.1)                  | 14.6 (58.3)                  | 9.6 (49.3)                   | 4.7 (40.5)                   | 1.2 (34.2)                   | 8.8 (47.8)                   |
| Thấp kỉ lục °C (°F)                     | −25.0 (−13.0)                | −25.1 (−13.2)                | −14.0 (6.8)                  | −5.5 (22.1)                  | 1.1 (34.0)                   | 5.0 (41.0)                   | 9.1 (48.4)                   | 9.4 (48.9)                   | 1.4 (34.5)                   | −11.2 (11.8)                 | −14.9 (5.2)                  | −18.6 (−1.5)                 | −25.1 (−13.2)                |
| Lượng Giáng thủy trung bình mm (inches) | 36 (1.4)                     | 41 (1.6)                     | 42 (1.7)                     | 37 (1.5)                     | 36 (1.4)                     | 43 (1.7)                     | 31 (1.2)                     | 49 (1.9)                     | 45 (1.8)                     | 38 (1.5)                     | 50 (2.0)                     | 51 (2.0)                     | 499 (19.6)                   |
| Số ngày mưa trung bình                  | 12                           | 8                            | 10                           | 11                           | 9                            | 7                            | 7                            | 6                            | 9                            | 8                            | 12                           | 12                           | 111                          |
| Số ngày tuyết rơi trung bình            | 8                            | 8                            | 6                            | 0.3                          | 0.1                          | 0                            | 0                            | 0                            | 0                            | 0.1                          | 2                            | 6                            | 31                           |
| Độ ẩm tương đối trung bình (%)          | 82                           | 80                           | 79                           | 75                           | 71                           | 69                           | 64                           | 64                           | 70                           | 77                           | 81                           | 83                           | 75                           |
| Số giờ nắng trung bình tháng            | 63                           | 72                           | 129                          | 182                          | 252                          | 283                          | 308                          | 287                          | 246                          | 166                          | 85                           | 51                           | 2.124                        |
| Nguồn 1: Pogoda.ru.net.                 |                              |                              |                              |                              |                              |                              |                              |                              |                              |                              |                              |                              |                              |
| Nguồn 2: NOAA (nắng, 1961−1990)         |                              |                              |                              |                              |                              |                              |                              |                              |                              |                              |                              |                              |                              |